# Меес, Виктор
Виктор Эдвард Луи Меес (нидерл. Victor Edward Louis Mees; 26 января 1927, Антверпен — 11 ноября 2012, Дёрне, Фламандский регион) — бельгийский футболист, выступавший на позиции опорного полузащитника за «Антверпен» и сборную Бельгии. В 2002 году, был признан лучшим игроком «Антверпена» в XXI веке.

## Биография

### Клубная карьера
Профессиональную карьеру, начал в составе клуба «Антверпен», в котором провёл всю карьеру. За клуб дебютировал в 17 лет, в составе клуба, стал обладателем чемпионата в сезоне 1956/1957 и национального кубка в сезоне 1954/1955. В сезоне 1956/1957 дебютировал в Кубке Европейских чемпионов, в матче против мадридского «Реала».

### Карьера в сборной
В национальной сборной дебютировал 2 января 1949 года, в матче против сборной Испании. Первый гол забил 8 октября 1953 года, забив в ворота сборной Швеции. На чемпионате мира 1954 года, сыграл в двух матчах группового этапа, голами не отличился. Всего, сыграл за сборную 68 матчей, во всех турнирах.

## Достижения

### Игрок
Антверпен
- Чемпионат Бельгии по футболу: 1956/1957[10]
- Кубок Бельгии: 1954/1955[10]

### Личные
- Футболист года в Бельгии: 1956[10][11]
- Лучший игрок «Антверпена» в XXI веке[3].